# V Televisión
V Televisión fue una cadena de televisión de difusión en abierto en Galicia. Fue la cadena de televisión de la Corporación Voz de Galicia cuya parrilla estuvo conformada por programas informativos, tertulias, y docushows, utilizando imparcialmente el castellano y el gallego. 
La cadena tenía concesiones autonómicas en Galicia a través de la TDT y emitía en pruebas desde el 9 de marzo de 2010 con una carta de ajuste. V Televisión inició sus emisiones el 30 de mayo de 2010 con la serie "The wire" y prometiendo una programación estelar para la audiencia gallega. El primer informativo de V Televisión se emitió el 31 de mayo a las 8:00h.
Se dio a conocer a través de Internet en la web www.lavozdegalicia.es y en su propio sitio, www.vtelevision.es. Además, nada más comenzar ya creó una web interactiva con concursos para enviar vídeos creativos que luego serían publicados en su canal de YouTube.
La cadena emitía varias series del canal norteamericano HBO y documentales de Discovery Channel. El los meses previos a su cierre, la cadena se centraba en el prime-time. El resto de horas, salvo alguna excepción, emitía teletienda.
Debido a las dificultades económicas que arrastraba el canal desde hace años atrás, el día 1 de enero de 2018, justo después de las campanadas de año nuevo, cerró fundiéndose a negro sin carta de ajuste y cesó sus transmisiones.
En la actualidad en las frecuencias de TDT de V Televisión emite: BOM Cine y BOM Radio, sin tener nada que ver con V Televisión, Corporación Voz de Galicia y La Voz de Galicia.